# Museu Copte
El Museu Copte és un museu del Caire, Egipte, al barri copte. Posseeix la col·lecció d'artefactes cristians coptes més gran del món. Va ser fundada per Marcus Simaika el 1908 i allotja principalment exemplars d'art copte. El museu recorre la història d'Egipte des dels seus inicis fins als nostres dies. Va ser erigit en un terreny de 8.000 metres quadrats oferts per l'Església Ortodoxa Copta d'Alexandria, sota la tutela del papa Ciril V.

## Història
El 1908, després de rebre l'aprovació i diverses antiguitats de plata del patriarca Ciril V i recaptar fons per subscripció pública, Marcus Simaika Pasha va construir el Museu Copte i el va inaugurar el 14 de març de 1910. La comunitat copte va ser generosa en el seu suport al museu, donant moltes vestidures, frescos i icones. El 1931 el Museu Copte es va convertir en un museu estatal, sota la jurisdicció del Consell Suprem d'Antiguitats, i el 1939 s'hi va traslladar la col·lecció d'antiguitats cristianes del Museu Egipci. Aquests es van allotjar al New Wing, acabat el 1944. A causa de danys, el Old Wing es va tancar el 1966 i es va renovar tot el museu entre el 1983 i el 1984. Els fonaments del museu es van reforçar entre el 1986 i el 1988, fet que va ajudar el museu a sobreviure al terratrèmol del 1992. Es van dur a terme altres reformes el 2005-2006.
Marcus Simaika Pasha va ser seguit pel doctor Togo Mina i després pel doctor Pahor Labib, el primer a tenir el títol de director del Museu Copte. A més dels edificis del museu, hi ha jardins i patis i la zona està envoltada d'antigues esglésies coptes. Hi ha sis esglésies, algunes amb orígens al segle V dC. Aquests edificis antics inclouen l'església copte de Santa Maria Mare de Déu (o església Penjant) i l'església de Sant Sergi.
El recinte del Museu Copte és un lloc tranquil, pavimentat amb mosaics i decorat amb antigues pantalles de mashrabiya. El museu alberga una extensa col·lecció d'objectes de l'època cristiana, que relaciona els períodes faraònic i islàmic. Els artefactes exposats il·lustren un període de la història d'Egipte que sovint es descuida i mostren com el desenvolupament artístic de la cultura copta va estar influït per les cultures faraònica, grecoromana i islàmica. El museu es va reformar a principis de 1980 amb dos nous annexos, que amb els passadissos originals, alberga la col·lecció de 16.000 artefactes ordenats cronològicament a través de dotze seccions.

## Col·lecció

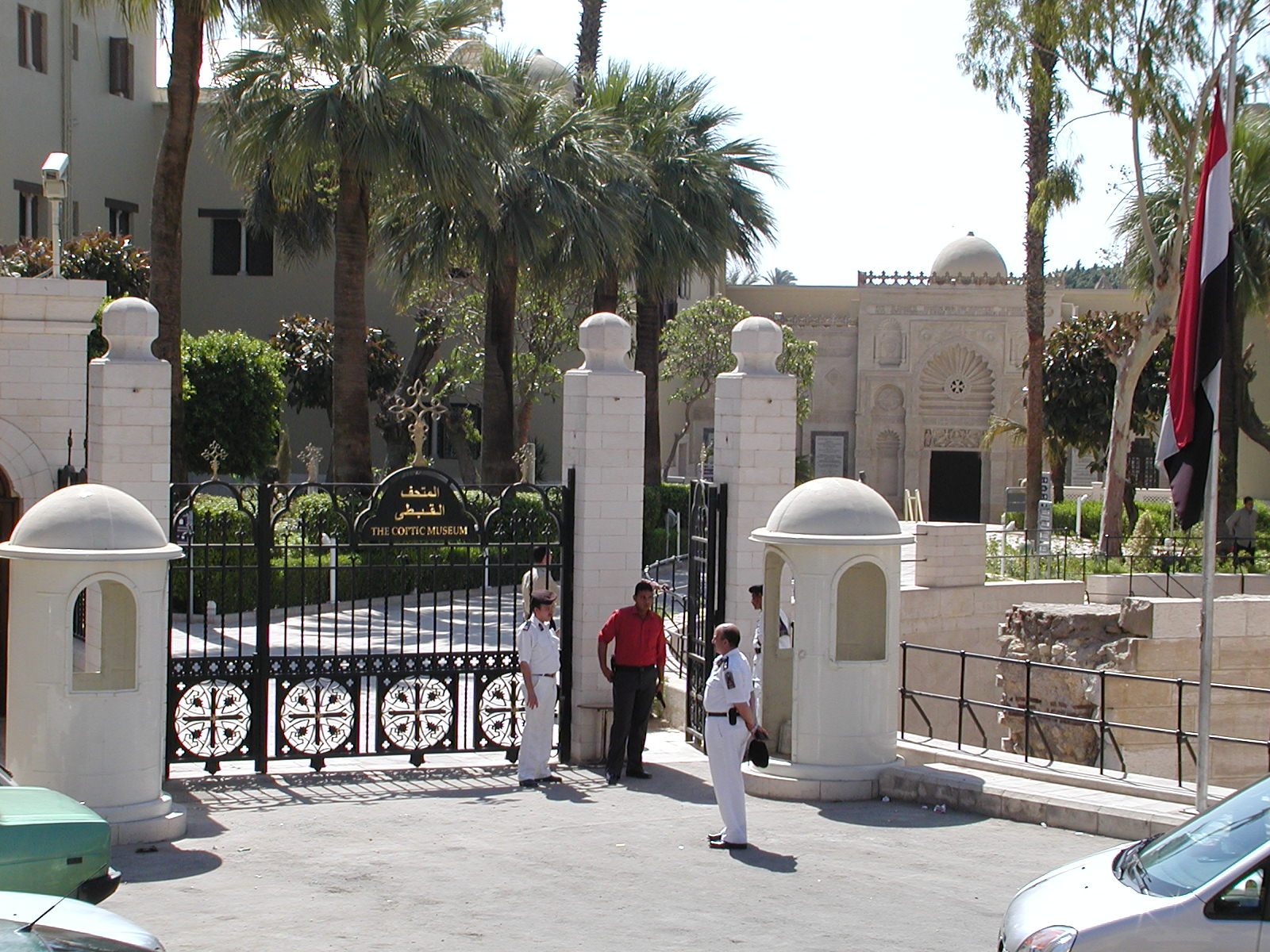
Entrada del museu Copte

El museu Copte conté la col·lecció d'artefactes i obres d'art coptes més gran del món. Els monuments coptes mostren una rica barreja de tradicions egípcia, grega, romana, romana d'Orient i otomana, que uneixen l'antic Egipte i l'islam.
Els objectes s'agrupen en diferents suports, com ara pedra, fusta, metall, tèxtils i manuscrits. El nombre total d'objectes exposats és d'uns 15.000.
El Museu Copte també alberga un corpus de 1.200 manuscrits de Nag Hammadi en una biblioteca oberta només a investigadors especialitzats.